# دار سلم (صنعاء)
حي دار سلم هو أحد أحياء مدينة صنعاء، ويتبع إدارياً مديرية سنحان وبني بهلول التابعة لمحافظة صنعاء اليمنية. يبلغ تعداد سكانه 31012 نسمة حسب التعداد السكاني في اليمن لعام 2004.

## الحارات
| # | الحارة         | عدد المساكن | عدد الأسر | الذكور | الإناث | الإجمالي |
| - | -------------- | ----------- | --------- | ------ | ------ | -------- |
| 1 | حارة دار سلم   | 1603        | 1495      | 5794   | 4682   | 10476    |
| 2 | حارة بئر مسلم  | 214         | 194       | 743    | 708    | 1451     |
| 3 | حارة الجرداء   | 2195        | 2083      | 8210   | 7086   | 15296    |
| 4 | حارة 7 يوليو   | 372         | 360       | 1604   | 1099   | 2703     |
| 5 | حارة 30 نوفمبر | 132         | 132       | 647    | 439    | 1086     |
| - | الإجمالي       | 4516        | 4264      | 16998  | 14014  | 31012    |